# Brachyleon darwini
Brachyleon darwini är en insektsart som först beskrevs av Banks 1915.  Brachyleon darwini ingår i släktet Brachyleon och familjen myrlejonsländor. Inga underarter finns listade i Catalogue of Life.